# Serum Institute of India
Serum Instute of India Pvt. Ltd. är ett indiskt bioteknologiskt företag som framförallt tillverkar vacciner.
Serum Institute of India grundades 1966 av Cyrus Poonawalla. Det började med att tillverka stelkrampsvaccin. År 1998 exporterade företaget vaccin till 100 länder. Det är idag världens största vaccintillverkare i volym räknat. Det ligger i Pune i delstaten Maharashtra. Det ingår i Poonawalla Group.
Serum Institute of India köpte 2012 det nederländska läkemedelsföretaget Bilthoven Biologicals av den nederländska staten, som tillverkar avaktiverad poliovaccin och BCG-vaccin för cancer i urinblåsan.

## Coronavaccin
Serum Institute of India avtalade i juni 2020 med Astra Zeneca om att tillverka en miljard doser av det av Jenner Institute vid Oxfords universitet utvecklade potentiella vaccinet mot Covid-19 (i juli 2020 under fas III-klinikstudier). Vaccinet, som går under namnet "Covishield" i Indien, godkändes av indiska myndigheter den 3 januari 2021.